# Compton (métro de Los Angeles)
Pour les articles homonymes, voir Compton.
Compton est une station du métro de Los Angeles desservie par les rames de la ligne A et située à Compton en Californie.

## Localisation
Station du métro de Los Angeles en surface, Compton est située sur la ligne A. Elle est en outre située au centre de la ville de Compton, au sud de Los Angeles, à l'intersection de Willowbrook Avenue et Compton Boulevard.

## Histoire
Compton a été mise en service le 14 juillet 1990 lors de l'ouverture de la ligne A.

## Service

### Accueil

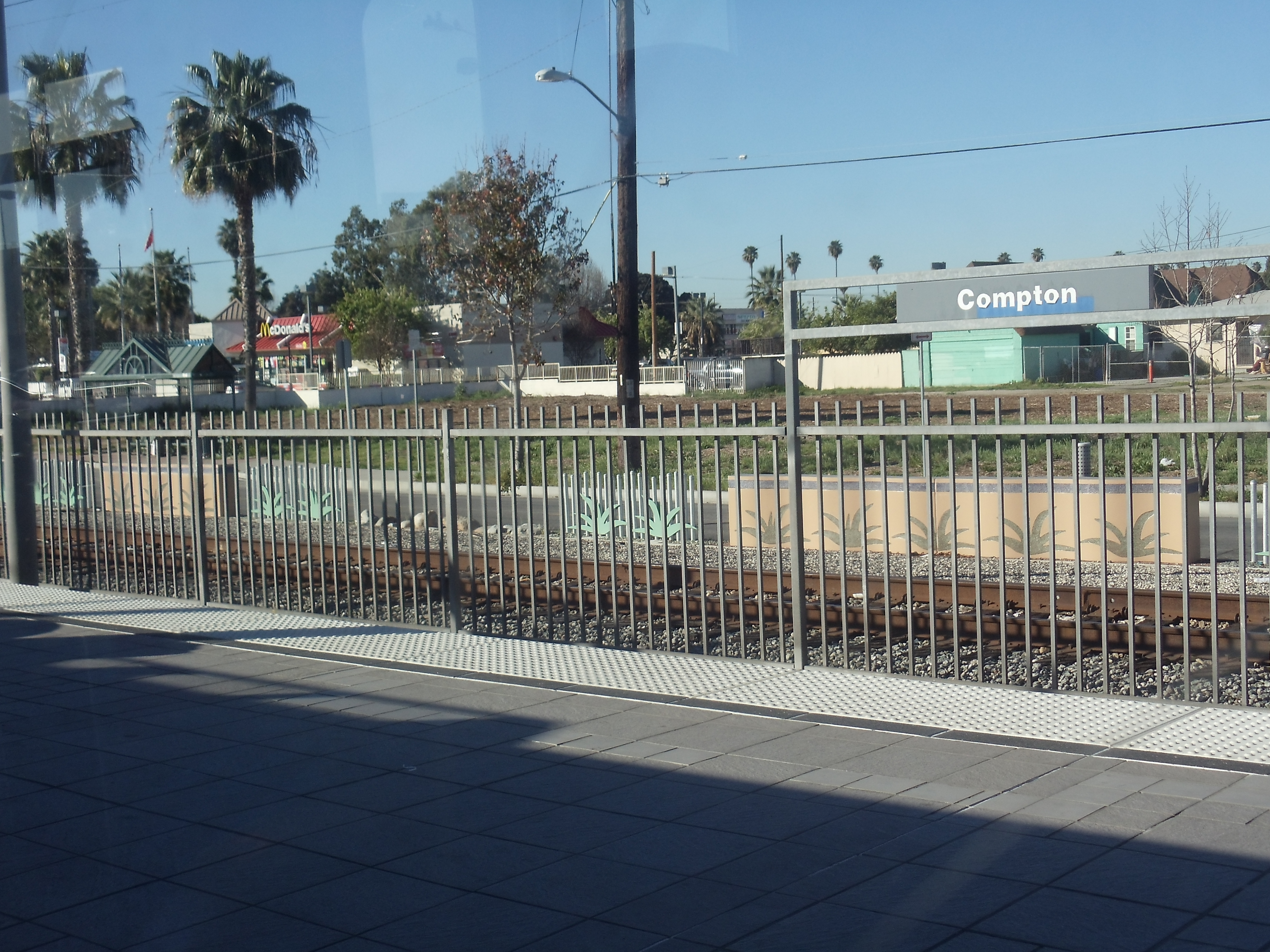
Vue de la station.
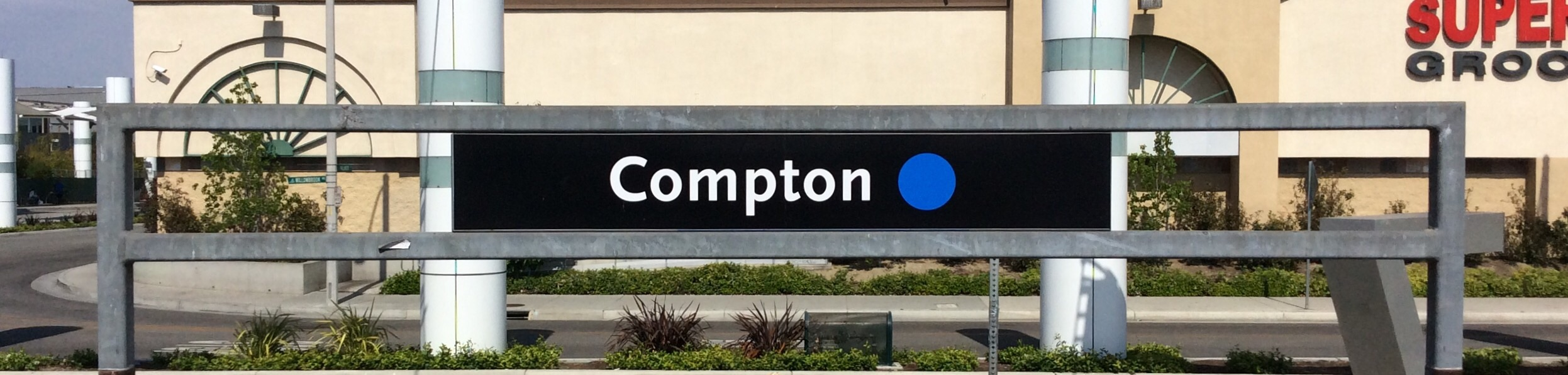
Signalétique.

### Desserte
La station dessert notamment la Compton High School (en) et l'aéroport de Compton/Woodley (en).

### Intermodalité
La station est desservie par les lignes d'autobus 51, 55, 60, 125, 127, 128, 202 et 351 de Metro, les lignes 1, 2, 3, 4 et 5 de Compton Renaissance Transit (en) et la ligne 3 de Gardena Transit (en).

## Architecture et œuvres d'art
La station abrite l'œuvre Compton: Past, Present and Future de l'artiste Eva Cockcroft qui met l'emphase notamment sur l'apport des personnes latinoaméricaines, afro-américaines et samoanes à la ville de Compton.